# Pleshey Castle

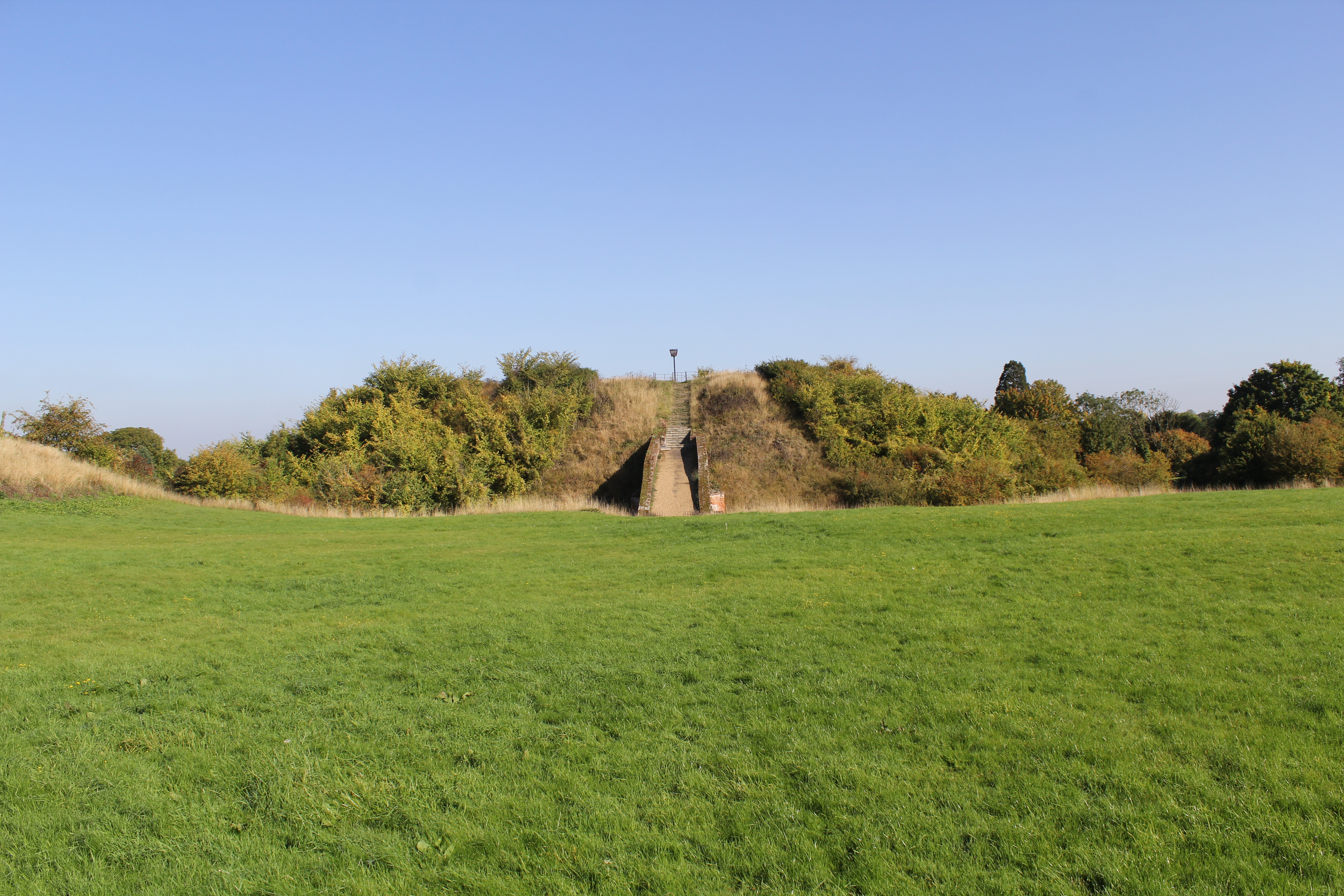
Der Mound von Pleshey Castle

Pleshey Castle ist eine abgegangene Burg im Dorf Pleshey, nordwestlich von Chelmsford in der englischen Grafschaft Essex.

## Land
Geoffrey de Mandeville erhielt Pleshey von König Wilhelm dem Eroberer als Lohn für seine Dienste. Er war einer von Wilhelms Kommandeuren in der Schlacht von Hastings 1066. De Mandeville machte Pleshey zu seinem Caput (Hauptsitz der Grundherrschaft). Später wurde sein Enkel, ein weiterer Geoffrey de Mandeville, von König Stephan zum Earl of Essex ernannt.

## Burg
Ursprünglich war die Burg eine Motte, die aus einer hölzernen Palisade und einem Turm auf einem Mound bestand, der von einer Kern- und einer Vorburg umgeben war. Schon früh waren die beiden Burghöfe durch einen Graben geschützt. Später, vermutlich im 12. Jahrhundert, wurde der Mound mit einer steinernen Burg befestigt. Heute ist der Mound mit seinen etwa 15 Metern Höhe einer der größten in England.
Die Burg wurde 1158 abgerissen und gegen Ende des 12. Jahrhunderts wieder aufgebaut. Sie fiel durch Heirat an die Dukes of Gloucester. Nachdem Thomas de Woodstock, 1. Duke of Gloucester, auf Geheiß König Richards II. 1397 hingerichtet worden war, verfiel Pleshey Castle und wurde zur Ruine. Der größte Teil des Mauerwerks wurde 1629 abgebrochen, um Baumaterial für andere Gebäude zu erhalten. Nur der Mound und die anderen Erdwerke blieben übrig.

## Geschichtliche Bedeutung
Lange Zeit war Pleshey Castle ein wichtiger Ort in der englischen Geschichte. Henry de Bohun, 1. Earl of Hereford, und seine Gattin Maud, Schwester und Erbin von William de Mandeville, dem Earl of Essex, bewohnten die Burg. De Bohuns Sohn Humphrey wurde am 27. August 1236 Earl of Essex, Earl of Hereford und erblicher Konstabler von England. Generationen der De Bohuns residierten in Pleshey, das sie zu ihrem Caput machten. Humphrey de Bohun, 4. Earl of Hereford und 3. Earl of Essex (ca. 1275–1322), heiratete am 14. November 1302 Elizabeth, die Tochter König Eduards I. Einige Kinder des Ehepaars wurden in Pleshey geboren. Der 4. Earl of Hereford fiel 1322 in der Schlacht bei Boroughbridge, nachdem er gegen König Eduard II. rebelliert hatte.
1327 wurde Pleshey Castle die Hauptresidenz von Humphrey de Bohuns ältestem überlebenden Sohn, John de Bohum, 5. Earl of Hereford und 4. Earl of Essex. Er starb 1336 ohne Nachkommen und die Burg fiel an seinen Bruder, Humprhey de Bohun, 6. Earl of Hereford und 5. Earl of Essex († 1361). Der jüngste der Brüder, William de Bohun († 1360) wurde führender Kommandeur im ersten Teil des Hundertjährigen Krieges, entwickelte die Taktiken, die zum Sieg für England in der Schlacht von Morlaix (1342), der Schlacht bei Crécy (1346) und der Belagerung von Calais (1347) führten und wurde zum Earl of Northampton ernannt.
Der 6. Earl of Hereford heiratete nie und Pleshey Castle fiel 1361 an William de Bohuns Sohn Humphrey de Bohun, 7. Earl of Hereford, 6. Earl of Essex und 2. Earl of Northampton, den letzten direkten männlichen Erben der Familie. Seine einzigen Erben nach seinem Tod am 13. Januar 1373 waren zwei minderjährige Töchter, Eleanor und Mary. Der zweite Vetter des 7. Earls of Hereford, Gilbert de Bohun († 1381), wurde übergangen und die Burg und die Titel gingen durch eine rechtliche Finte an die Gatten der beiden Töchter.
Von 1361 bis 1364 schuf eine Gruppe von Augustinern die Manuskripte der De Bohuns auf Pleshey Castle, 11 Bücher, eines davon ein Psalter, in dem Mary de Bohuns Heirat mit Henry Bolingbroke, dem späteren König Heinrich IV. von England, gefeiert wurde. Mary, die starb, bevor ihr Gatte König wurde, war die Mutter des späteren Königs Heinrich V.
Die Burg fiel dann durch Heirat von Eleanor mit Thomas de Woodstock, dem jüngeren Sohn von König Eduard III., an diesen. Sein Neffe Richard II., beleidigt durch die Opposition seines Onkels, ließ ihn auf Pleshey Castle einsperren und nach Frankreich schaffen.
Zwei Jahre später wurde der Duke of Exeter nach Pleshey Castle geschafft und wegen Hochverrats gegenüber dem König hingerichtet.
Auch in William Shakespeares Theaterstück Richard II. spielt Pleshey Castle eine Rolle.